# Armitermes
Armitermes  (лат.) — род термитов из подсемейства Syntermitinae.

## Распространение
Неотропика: Бразилия, Панама.

## Описание
Мелкие термиты, длина солдат менее 1 см. Боковые края пронотума, мезонотума и метанотума зубчатые (гладкие у близких родов). Головная капсула округлая, без выступов (с 2 латеральными выступами у сходного рода Macuxitermes).
Голова солдат отличается длинным носом-трубочкой (фонтанеллой), который служит для распыления химического веществ, отпугивающих врагов (муравьи и другие хищники). Жвалы солдат развиты, функционирующие. Лабрум шире своей длины. Жвалы имаго сходны с мандибулами рабочих: апикальный зубец левой челюсти короче заднего края слитых 1—2-го маргинальных зубцов. Формула шпор голеней рабочих и солдат: 2-2-2. Усики рабочих и солдат — 14—15-члениковые.

## Систематика
Род был впервые выделен в 1897 году энтомологом Эрихом Васманном. Первоначально род Armitermes включал всех жвалоносных носатых синтермитин, у которых фронтальная трубка превышает  наличник. Часть видов и подродов в дальнейшем была выделена в отдельные роды: Curvitermes и Rhynchotermes Holmgren (1912), Cyrilliotermes и Embiratermes Fontes (1985), Cahuallitermes Constantino (1994) и Paracurvitermes Constantino & Carvalho (2011).
1. Armitermes armiger (Motschulsky, 1855) (Панама), = Termes armiger Motschulsky, 1855[6]
2. Armitermes bidentatus Rocha & Cancello, 2012 (Бразилия)[3]
3. Armitermes spininotus Rocha & Cancello, 2012 (Бразилия)[3]